# Ajaigarh (ort i Indien)
Ajaigarh är en ort i Indien.   Den ligger i distriktet Panna och delstaten Madhya Pradesh, i den centrala delen av landet, 500 km sydost om huvudstaden New Delhi. Ajaigarh ligger 223 meter över havet och antalet invånare är 14 640.
Terrängen runt Ajaigarh är kuperad åt sydost, men åt nordväst är den platt. Runt Ajaigarh är det ganska tätbefolkat, med 166 invånare per kvadratkilometer. Det finns inga andra samhällen i närheten. Trakten runt Ajaigarh består till största delen av jordbruksmark.